# Head Job
Head Job ist das erste Solo-Album des langjährigen AC/DC-Schlagzeugers Phil Rudd.

## Entstehung
Die ersten Ideen zum Soloalbum entstanden nach Rudds Ausstieg bei AC/DC 1983, laut Rudd waren die Gedanken aber grundsätzlich für AC/DC geplant gewesen.
Aufgenommen wurde das Album mit den beiden lokalen Musikern Geoffrey Martin als Gitarrist und Allan Badger als Bassist und Sänger, die Rudd schon über 25 Jahre kannte. Die finale Version von Head Job wurde 2014 in Auckland eingespielt und am 29. August 2014 veröffentlicht. Die erste und einzige Single Repo Man wurde im Juli 2014 veröffentlicht.
Nachdem das Album floppte, wurde Rudd im November 2014 unter dem Vorwurf verhaftet, er habe einen Mitarbeiter beauftragt, einen Verantwortlichen zu töten. Nach vielen Gerichtsverhandlungen, Drogenentzug, Hausarrest und einem Herzinfarkt hat Rudd sein Leben wieder unter Kontrolle. Head Job wurde am 30. September 2016 erneut veröffentlicht.

## Back On The Beat Tour

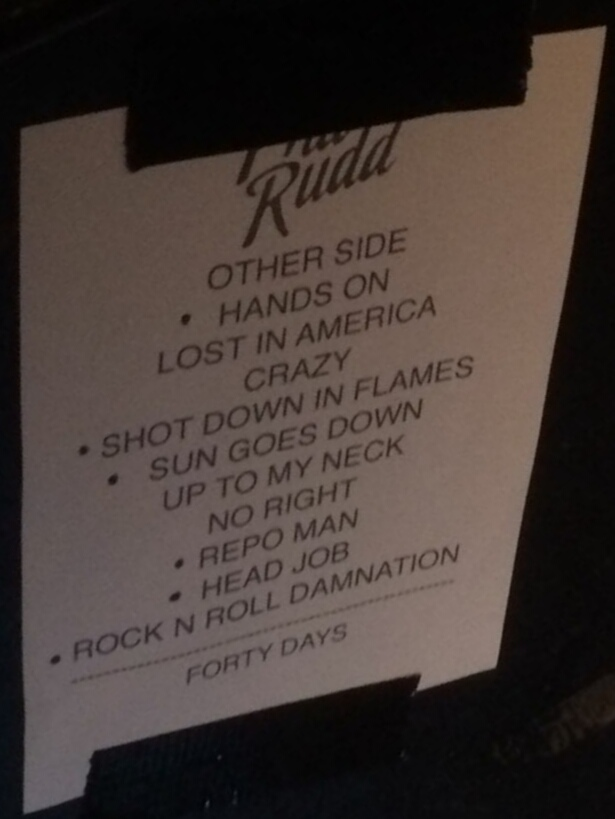
Setlist; Back On The Beat Tour; Wien 2017

Gleichzeitig mit der erneuten Veröffentlichung von Head Job wurde bekannt gegeben, dass Rudd mit seiner Band das Album auf einer Tour durch Europa promoten wird. Ab 31. März 2017 ist die Phil Rudd Band (Allan Badger (Gesang), Geoffrey Martin (Lead-Gitarre), John Proctor (Bass, Backing Vocals), Mike "Mutt" Furness (Rhythmusgitarre)) auf Europatour in 18 verschiedenen Ländern. Ende März probte Rudd mit seiner Band eine Woche lang in einem Tonstudio in der Wiener Innenstadt. Die Konzerte der Tour haben eine Spielzeit von ungefähr 45 – 50 Minuten und meist folgende Setlist (siehe Grafik nebenan).

### Equipment
Vom Veranstalter wurden Set (immer Sonor in 22, 13, 16, 18; Tiefe variierend; unter anderem ein Designer in Tulip Green, ein Ascent in schwarz, ein ProLite in Ebony und sogar sein eigenes Signature Kit) und Hardware gestellt, Phil nahm nur seine Giant Step Fußmaschine, Becken und Snares mit.
Die Österreich und Schweiz Auftritte erfolgten mit seinem eigenen schwarzen Designer und Hardware. Wie auf der Black Ice World Tour und der vorhergehenden Stiff Upper Lip Tour ein Sonor Designer, Maple Light im "Solid Black" Finish in folgender Zusammensetzung:
- 22x18" Bass Drum
- 13x13" Tom
- 16x18" Floor Tom
- 18x18" Floor Tom

Seitdem er 2009 seine eigene Signature Snare (14x5" Messingkessel; verchromt; Gussspannreifen) von Sonor überreicht bekommen hat, setzt er diese abwechselnd mit der Horst Link Signature Snare (ebenfalls 14x5" Messingkessel; Gussspannreifen) ein.
Becken (Paiste):

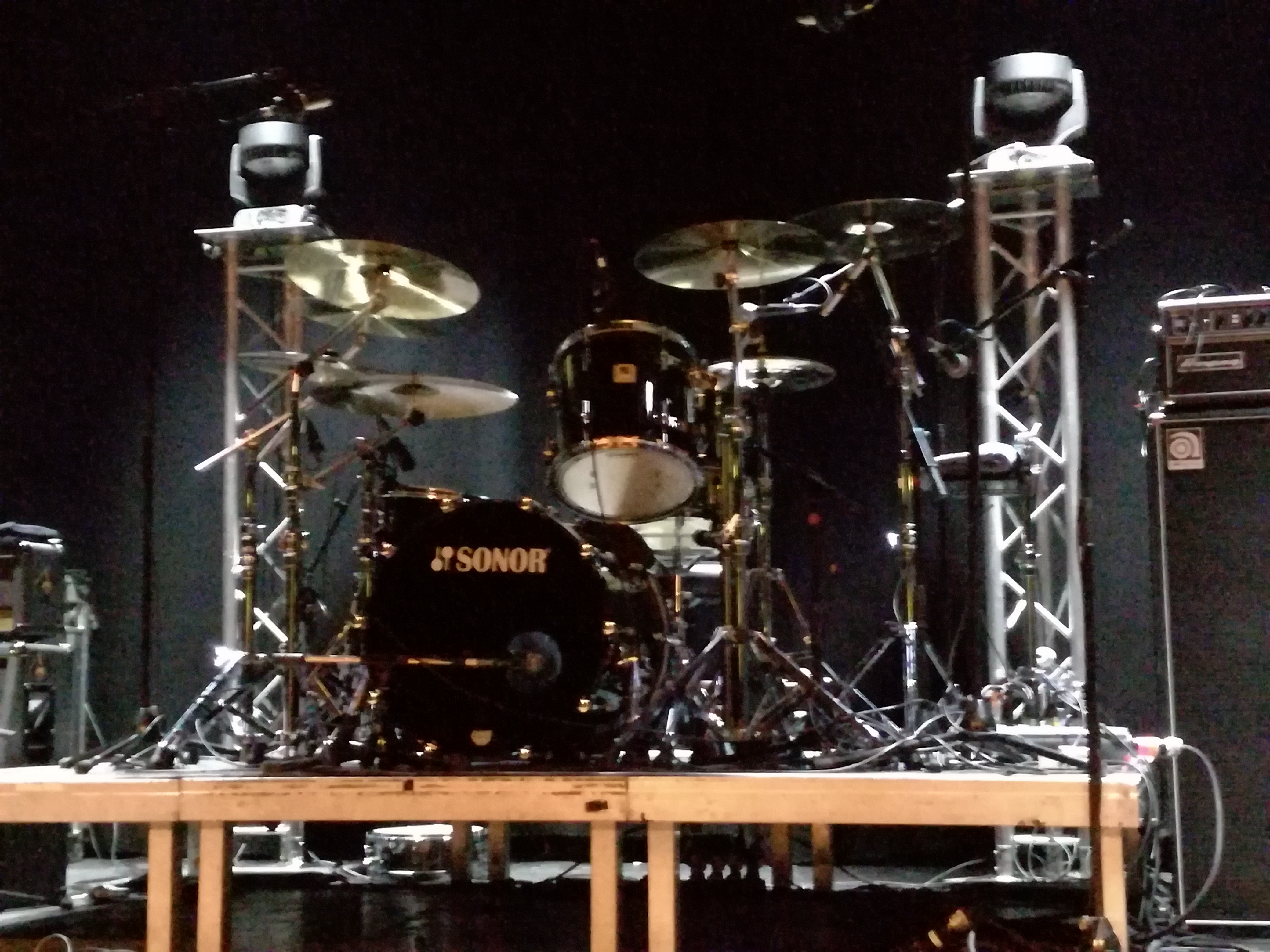
Phils Set vor dem Konzert am 3. Mai 2017 in der Arena Wien

- 14" Sound Formula Reflector Medium – Heavy Hi-Hat
- 19" Signature Reflector Full Crash
- 18" Signature Full Crash
- 19" Signature Full Crash
- 20" Signature Full Crash
- 19" Signature Full Crash
- 18" Signature Full Crash

## Titelliste
Alle Songs von Phil Rudd, Allan Badger und Geoffrey Martin.
1. "Head Job" – 3:35
2. "Sun Goes Down" – 2:51
3. "Lonely Child" – 4:03
4. "Lost in America" – 3:43
5. "Crazy" – 3:53
6. "Bad Move" – 2:41
7. "No Right" – 4:08
8. "The Other Side" – 4:31
9. "Forty Days" – 3:34
10. "Repo Man" – 3:23
11. "When I Get My Hands on You" – 4:06